# فرهاد فریدپاک
فرهاد فریدپاک (۱۲۸۹ در تفلیس، گرجستان -  ۲۳ شهریور ۱۳۷۴ در تهران) نخستین متخصص علوم شیلاتی ایران و بنیان‌گذار سازمان تحقیقات شیلات شمال ایران بود.

## تولد و کودکی
مهندس فرهاد فریدپاک در سال ۱۲۸۹ شمسی در شهر تفلیس(گرجستان) به دنیا آمد. پدرش که از کارمندان عالی رتبه وزارت امور خارجه بود مردی بسیار منضبط و سخت گیر و هنگام تولد او سرکنسول ایران در تفلیس بود، هنوز یک ماه از سنش نگذشته بود که مادرش در اثر بیماری درگذشت، پدرش او را نزد مادر بزرگش به مشهد فرستاد.
او دوره دبستان را در مشهد سپری کرد و سپس نزد پدرش که در آن زمان سرکنسول ایران در ناواراسیسک، بندری در دریای سیاه، بود فرستاده شد. هنگامی که به کشور شوروی رفت زبان روسی را به خوبی صحبت می‌کرد. دروه دبیرستان را در سال ۱۳۰۶ در این شهر به اتمام رسانید و در همان سال به تهران آمد. پس از بازگشت به ایران بنا به اصرار پدر و برخلاف میل باطنی در مدرسه عالی طب آن زمان نام‌نویسی کرد و حدود یک سال تا قبل از آغاز امتحانات آخر سال در کلاس حضور یافت.

## ورود به شیلات
یک روز که از مدرسه عالی طب به خانه می‌رفت، مقداری انگور خرید و به خانه برد، کارگر خانه انگور را شست و در سینی کوچک ریخت و پاکت انگور را هم که از روزنامه ساخته شده بود روی انگور و جلوی او گذاشت. فرید پاک ضمن خوردن انگور مطالب پشت و روی پاکت را خواند و برای اینکه بتواند مطالب داخل پاکت را نیر بخواند آن را پاره کرد، بین مطالب داخل پاکت آگهی زیر به چشم خورد:
{وزارت فواید عامه تعدادی دانشجو جهت تحصیل در رشته شیلات به روسیه می‌فرستد...}
چوت تحصیل در رشته پزشکی را دوست نداشت بدون اطلاع پدر در اسرع وقت برای نام‌نویسی به شیلات رفت و چون زبان روسی را به خوبی می‌دانست در امتحان قبول شد و همراه دیگر دانشجویان عازم شوروی گردید، در سال ۱۳۰۷ وارد انستیتو فنی صنایع و اقتصاد ماهی مسکو که به نام میکویان معروف است گردید، در سال ۱۳۱۰(۱۹۳۱) دوره کامل انستیتو فنی صنایع و اقتصاد مسکو میکویان را در رشته ماهی شناسی و تکثیر و پرورش ماهی به اتمام رسانید و طبق تصمیم کمیسیون دولتی امتحانات در تاریخ دوم آگست ۱۹۳۱ با عنوان مهندس ماهی شناس فارغ التحصیل شد و بلافاصله عازم ایران گردید.
مهندس فرید پاک می‌گفت: "پس از اتمام درس همراه با سایر فارغ التحصیلان با قطار به باکو آمده و از آنجا با کشتی عازم بندر انزلی شدیم، در بندرگاه چشمانمان دنبال مستقبلین می‌گشت ولی از کسی خبری نبود، خودمان به شیلات آمدیم ولی قراول ها(نگهبان‌ها) ما را جلو در شیلات نگه داشتند و از داخل شدن ما به شیلات جلوگیری کردند، پس از آن به مدیر عامل وقت شیلات که طبیعتا یک نفر تبعه روس بود تلفنی اطلاع دادند گه:«شاگردها آمدند...» 
نه تنها جناب مدیر ما را نپذیرفت که اجازه ورود ما به داخل شیلات را نداد و به قراول‌ها گفت که به ما بگویند فعلا یک ماه بروند دنبال کارشان و بعدا بیایند."

## مشاغل
درشانزدهم شهریور سال ۱۳۱۰ مهندس فریدپاک با سمت لابرانت ماهی شناس در استاسیون علمی که در آن زمان واحد کوچکی بود مشغول به کار شد مسئول استاسیون (انیستیتو یا ایستگاه تحقیقاتی) در آن زمان یک نفر روس بود، هشت ماه بعد مسئولیت استاسیون به عهده وی گذاشته شد و ۲٫۵ سال بعد حکم مهندس ماهی شناس برای او صادر گردید، طولی نکشید که مغضوب مسئولین وقت قرار گرفت و دو سال تصدی شیلات آستارا و پس از آن یک سال تصدی شیلات گرگان به وی سپرده شد در آبان سال ۱۳۱۹ به عنوان متخصص پرورش ماهی به انزلی اعزام و در اسفند همان سال به سمت متصدی شعبه ماهی شناسی استاسیون علمی برگزیده شد.
ده سال بعد یعنی در آذرماه سال ۱۳۲۹ مهندس فریدپاک حکم ریاست استاسیون علمی ماهی شناسی را دریافت نمود، پس از دو سال با حفظ سمت ریاست دایره بهره‌برداری شیلات به عهده وی گذاشته شد، لازم به توضیح است که در آن زمانی تمام نواحی شیلات شمال زیرنظر یک اداره کل که مرکز آن در بندرانزلی بود اداره می‌گردید.
پس از ملی شدن شیلات مهندس فرید پاک در سمت ریاست استاسیون علمی ماهی‌شناسی ابقاء گردید و در آبان سال ۱۳۳۴ مجددا با حفظ سمت ریاست بهره‌برداری به عهده وی واگذار گردید.
در تیرماه سال ۱۳۳۸ به ریاست حسن کیاده(کیاشهر فعلی) و در ماه بهمن همان سال به ریاست شیلات گرگان و در اسفند همان سال با حفظ سمت برای سومین بار به ریاست استاسیون علمی برگزیده شد، در آبان ۱۳۳۹ به عنوان رئیس فنی شیلات مازندران مشغول به کار شد و در اردیبهشت سال ۱۳۴۰ برای چهارمین بار با حفظ سمت ریاست استاسیون علمی به وی واگذار گردید.
درهمان سال معاونت اداره کل شیلات شمال، سرپرستی و مسئولیت اداره بهره‌برداری و ریاست استاسیون علمی به عهده ایشان بود، سه سال بعد یعنی در تیرماه ۱۳۴۳ به سمت معاون مدیرعامل و رئیس اداره کل شیلات شمال برگزیده شد که همزمان مسئولیت استاسیون علمی را نیز داشتند، تاآبان ۱۳۴۴ علاوه برمشاغل یاد شده سرپرستی سازمان امور فنی خدمات مهندسی و نیز واحد مستقل انبارها به عهده ایشان بود.
در دیماه سال ۱۳۴۴ بار دیگر شغل مهندس فرید پاک به معاونت فنی مدیر عامل و ریاست استاسیون علمی محدود گردید و در سال ۱۳۴۷ عضو شورای انجمن ملی حفظ و حمایت منابع طبیعی کشور گردید، در سال ۱۳۴۶ نام استاسیون علمی به انستیتوماهی‌شناسی صنعتی شیلات ایران تغییر یافت، تا سال ۱۳۴۷ انستیتو ماهی شناسی از دیدگاه تشکیلات اداری و مالی جزء اداره کل شیلات شمال به حساب می‌آمد، ولی از این سال به بعد مستقل گردید و رئیس آن از نظر اداری تابع مستقیم رئیس هیئت مدیره و مدیرعامل گردید.
در دیماه سال ۱۳۴۸ با آغاز احداث کارگاه تکثیر و پرورش تاس ماهیان سدسنگر، مهندس فریدپاک به سمت رئیس سازمان کارگاه‌های تکثیر و پرورش ماهی شیلات ایران منصوب گردید دیری نپائید که باز هم مغضوب مدیران وقت قرار گرفت و به مؤسسه تحقیقات وزارت منابع طبیعی منتقل و تحت عنوان رئیس بخش آبزیان آن مؤسسه در تهران مشغول به کار شد.
در بهمن ۱۳۵۰ به سازمان شکاربانی و نظارت بر صید انتقال یافت و در مهرماه سال ۱۳۵۱ مجددا به شیلات آمد و با عنوان معاون تکثیر و پرورش، و در سال ۱۳۵۳ با حفظ سمت برای دومین بار رئیس سازمان کارگاه‌های تکثیر و پرورش شیلات ایران گردید.

## مشاغل پس از انقلاب
در آستانه انقلاب اسلامی و در خرداد ماه ۱۳۵۷ با تصویب هیات وزیران به سمت عضو هیئت مدیره شیلات ایران منصوب گردید و ضمن ابقاء در این پست پس از انقلاب اسلامی، در اسفند ماه سال ۱۳۵۸ باحفظ سمت عضویت هیئت مدیره، مسئولیت سازمان تکثیر و پرورش به ایشان داده شد، در اسفند ماه همان سال با تصویب شورای انقلاب عضویت ایشان درهایت مدیره تنفیذ گردید، در اول اردیبهشت ماه سال ۱۳۶۱ پس از ۵۴ سال خدمت (شامل دوره تحصیل دانشگاهی) به افتخار بازنشستگی نائل آمد.

## تدریس در دانشگاه
مهندس فرید پاک از سال ۱۳۵۱ به عنوان استاد حق التدریسی، دروس ماهی شناسی و تکثیر و پرورش ماهی را در دوره دکتری دانشکده دامپزشکی دانشگاه تهران، دانشکده علوم طبیعی دانشگاه تبریز و از سال ۱۳۶۳ تا ۱۳۶۷ علاوه بر دروس فوق، دروس دیگری مانند تکنولوژی صید و عمل آوری کالای ماهی را در دانشکده منابع طبیعی دانشگاه تهران و برخی دانشکده‌های دیگر تدریس می‌نمود.